# Eggenstein-Leopoldshafen
Eggenstein-Leopoldshafen là một thị trấn ở huyện Karlsruhe, bang Baden-Württemberg, Đức. Đô thị này có diện tích 26,09 km², dân số thời điểm 31 tháng 12 năm 2006 là 15.636 người.